# Острая интерстициальная пневмония
Острая интерстициальная пневмония (синдром Хаммена – Рича) — заболевание из группы идиопатических интерстициальных пневмоний, которое приводит к развитию респираторного дисстресс-синдрома.
Впервые данная патология была описана в 1935 году врачами  L. Hamman и A.R. Rich. В своей работе они описали  четырех больных с быстро прогрессирующей дыхательной недостаточностью, приведшей к смерти пациентов в течение 6 мес. от начала возникновения болезни . Несмотря на то, что патология была описана впервые в 1935 г., в самостоятельную нозологию заболевание было выделено в лишь в 1986 г.

## Этиология
Основными причинами заболевания являются:
- воздействие инфекционных факторов или токсинов,
- генетическая предрасположенность[3].

## Клиническая картина
Симптомы заболевания нарастают очень быстро. В большинстве случаев начало заболевания схоже с гриппом. Болеют люди любого возраста и пола. Основные симптомы:
- лихорадка;
- непродуктивный кашель;
- диспноэ;
- миалгии;
- головная боль, слабость.

При осмотре: тахипноэ, тахикардия, цианоз.
При аускультации: крепитация, сухие свистящие хрипы.

## Диагностика
Основные методы диагностики:
- Рентгенография грудной клетки, выявляют двусторонние пятнистые инфильтраты
- КТ высокого разрешения, на которой выявляют участки пониженной прозрачности паренхимы по типу «матового стекла» , дилатацию бронхов и нарушение легочной архитектоники.

"Золотым" стандартом диагностики ОИП является биопсия легких.

## Лечение
Эффективной терапии в настоящее время не существует. Больных лечат высокими дозами глюкокортикоидов, однако, летальность остается высокой. В последнее время больных рекомендуют лечить метилпреднизолоном. Так же обязательными компонентами терапии ОсИП являются кислородотерапия и респираторная поддержка.